# Sinocyclocheilus xunlensis
Sinocyclocheilus xunlensis är en fiskart som beskrevs av Lan, Zhao och Zhang 2004. Sinocyclocheilus xunlensis ingår i släktet Sinocyclocheilus och familjen karpfiskar. Inga underarter finns listade i Catalogue of Life.